# Georg Heinrich Berkhan (Theologe)

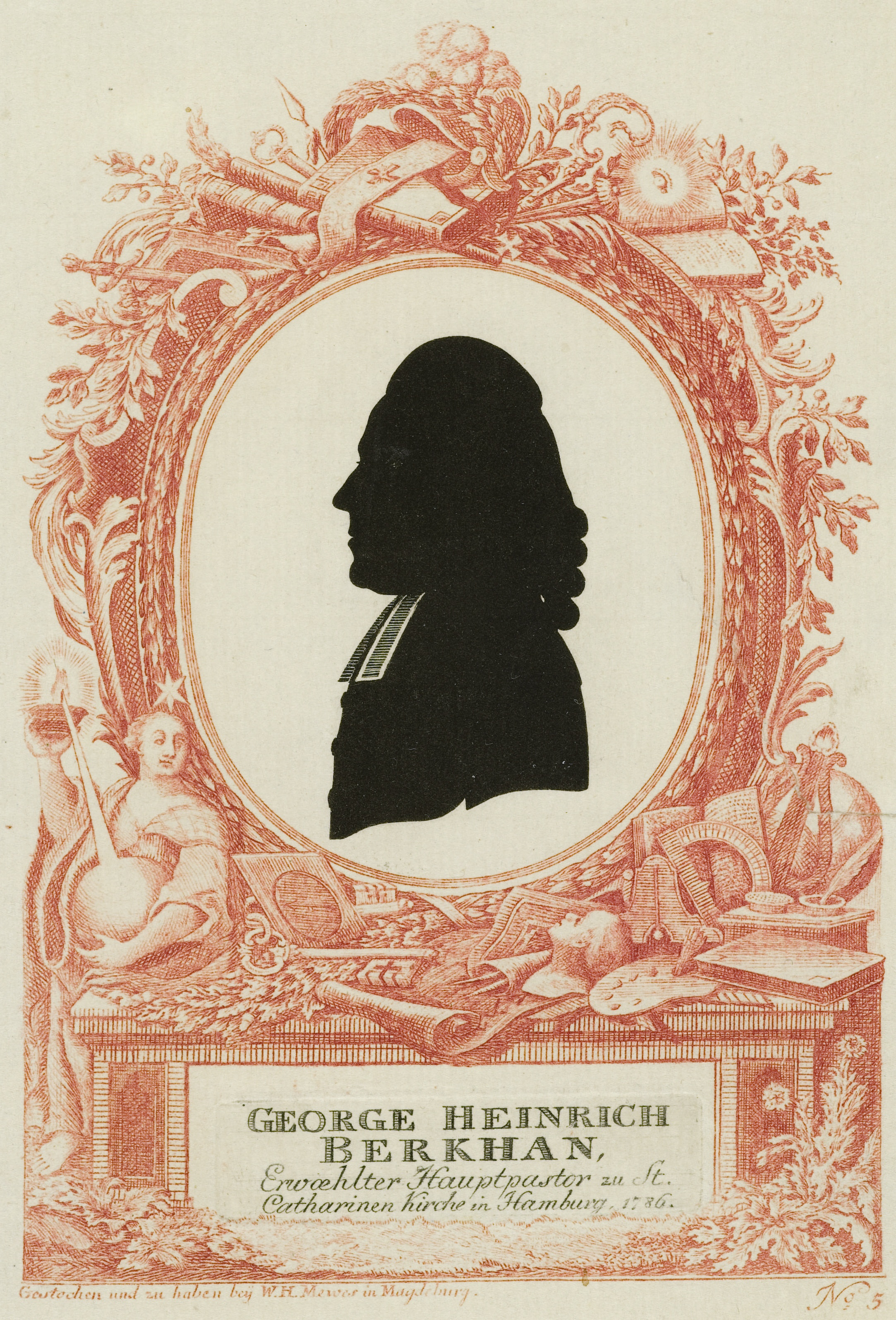
Georg Heinrich Berkhan, Kupferstich von W. H. Mewes, 1786

Georg Heinrich Berkhan (* 30. August 1747 in Boffzen; † 7. Dezember 1795 in Hamburg) war ein deutscher evangelisch-lutherischer Theologe und Hauptpastor an Sankt Katharinen in Hamburg.

## Leben

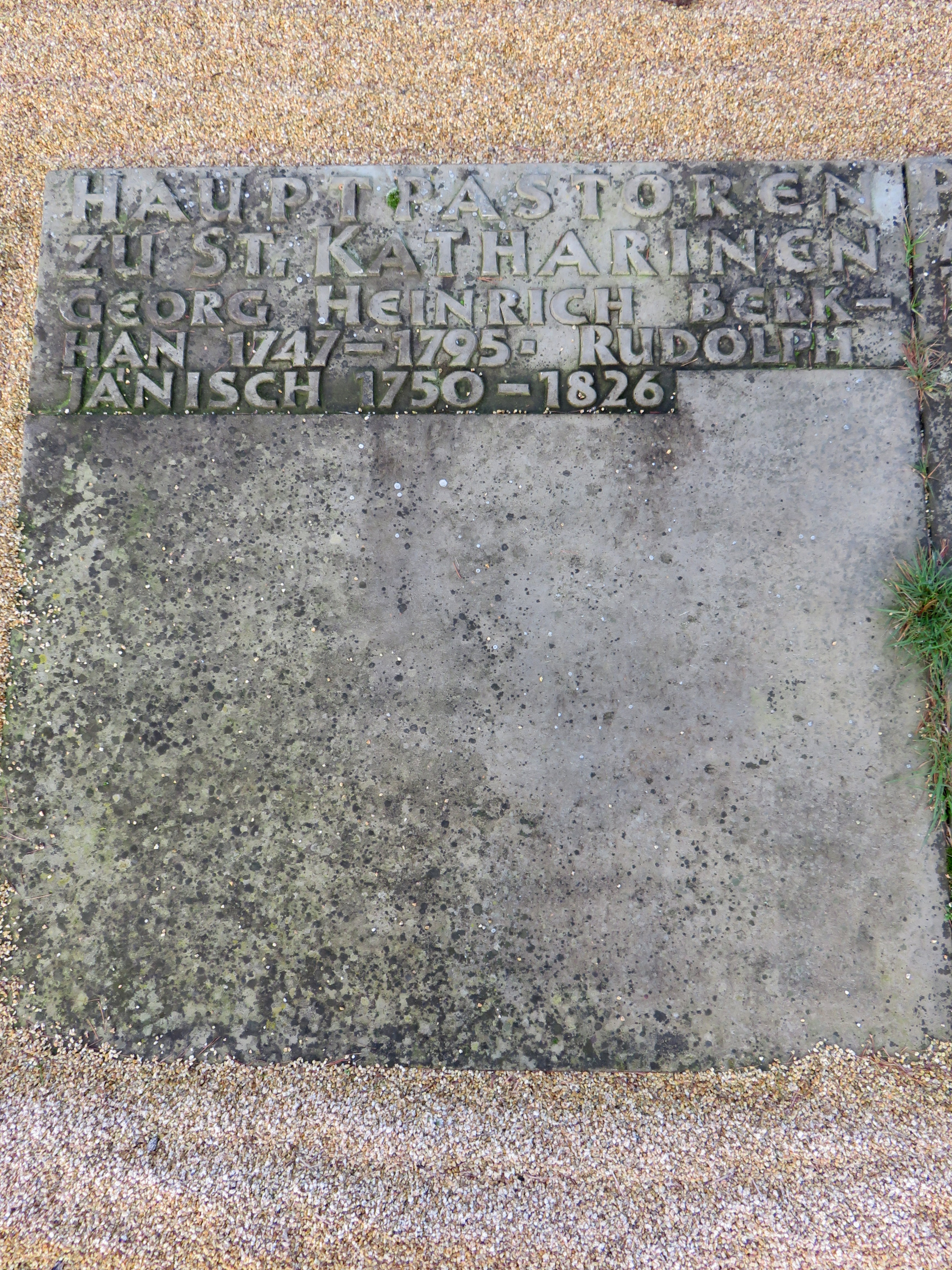
„Georg Heinrich Berkhan“, Doppelsammelgrabplatte, Friedhof Ohlsdorf

Berkhan wurde als Sohn des Pastors an der Braunschweiger Sankt-Andreas-Kirche Johann Karl Berkhan (1709–1782) und seiner Frau Sophie Magdalene Wegener (1718–1784) in Boffzen geboren, wo sein Vater damals Prediger an der Erlöserkirche war. Er besuchte das Katharineum in Braunschweig, studierte ab 1768 an der Universität Helmstedt Theologie und ab 1770 an der Georg-August-Universität Göttingen, widmete sich hier auch der Kirchengeschichte und den orientalischen Sprachen und schloss 1771 sein Studium hier ab. Er kehrte zurück nach Braunschweig und wurde unter die Kandidaten des Ministeriums aufgenommen. 1775 erhielt er die Pfarrstelle in Esbeck und heiratete 1777 Amalie Lüdgens (1750–1777), die an den Folgen einer Frühgeburt aber schon 1778 starb. Im selben Jahr wurde Berkhan als Diaconus an die Heilig-Geist-Kirche nach Magdeburg berufen, heiratete 1779 Johanna Anger (1762–1792) und wurde 1785 Archidiakon. In Magdeburg war Berkhan auch Vorsteher der Handlungsschule. Sein Vorgänger an der Handlungsschule, der Konsistorialrat Joachim Christoph Bracke, war an die Hauptkirche Sankt Nikolai nach Hamburg berufen worden, und durch dessen Empfehlung wurde Berkhan am 8. Februar 1787 Hauptpastor an der Hauptkirche Sankt Katharinen in Hamburg. Der Komponist Carl Philipp Emanuel Bach gestaltete seinen Amtsantritt musikalisch.  In Hamburg heiratete Berkhan 1794 Catharina Misler (1762–1825), eine Tochter des Oberaltensekretärs Johann Gottfried Misler (1720–1789). Aus dieser Ehe stammt der Sohn Georg Heinrich Berkhan (1794–1868). Berkhan starb 1795 im Alter von nur 48 Jahren an einem Gallenfieber.
Sein Nachfolger als Hauptpastor war Rudolph Jänisch.
An Georg Heinrich Berkhan wird auf der Doppelsammelgrabplatte Hauptpastoren zu St. Katharinen / Pastoren zu St. Katharinen des Althamburgischen Gedächtnisfriedhofs, Friedhof Ohlsdorf, erinnert.

## Werke (Auswahl)
- Antrittspredigt über die Epistel am 17. Sonntag nach Trinitatis. In d. Heil. Geist Kirche den 11ten October 1778 gehalten. Magdeburg 1778 (Online bei Google Books).
- Neues Beicht- und Communionbuch, insonderheit zum Gebrauch bey der allgemeinen Beichtvorbereitung eingerichtet. Magdeburg 1786 (Digitalisat auf den Seiten der Niedersächsischen Staats- und Universitätsbibliothek Göttingen).
- Predigt zum Gedächtniß unsers in Gott ruhenden, großen Königs, Friedrichs des Zweiten. Faber, Magdeburg 1786 (Digitalisat auf den Seiten der Universitäts- und Landesbibliothek Sachsen-Anhalt).
- Abschiedspredigt, gehalten am 2. Adventssonntage 1786. Magdeburg 1786.
- Antrittspredigt, gehalten am Tage der Einführung den 8. Febr. 1787. Hamburg 1787.
- Gebete für die Jugend, in Liedern. Hamburg 1795.